# Sean Saves the World
Sean Saves the World je americký komediální televizní seriál, který v letech 2013–2014 vysílal televizní kanál NBC. Ústřední roli ztvárnil Sean Hayes. Poslední dva díly nebyly v televizi odvysílány, později však byly vydány na iTunes.

## Děj
Sean je rozvedený gay, který se náhle musí postarat o svou 14letou dceru Ellie. Jeho život mu komplikuje jednak nový majitel firmy, kde Sean dělá manažera, a kde nový majitel nutí zaměstnance ke stále vyšším výkonům. A dále ironická matka Lorna, která mu neustále mluví do výchovy dcery i do jeho vlastního osobního života.

## Postavy a obsazení
| Sean Hayes     | Sean Harrison                |
| Linda Lavin    | Lorna Harrison, jeho matka   |
| Samantha Isler | Ellie Harrison, jeho dcera   |
| Thomas Lennon  | Max Thompson, jeho šéf       |
| Megan Hilty    | Liz, jeho nejlepší kamarádka |
| Echo Kellum    | Hunter, jeho kamarád         |

## Seznam dílů
| Č. v seriálu | Č. v řadě | Původní název                   | Režie         | Scénář                       | Premiéra v USA     |
| ------------ | --------- | ------------------------------- | ------------- | ---------------------------- | ------------------ |
| 1            | 1         | Pilot                           | James Burrows | Victor Fresco                | 3. října 2013      |
| 2            | 2         | Busted                          | James Burrows | Claudia Lonow                | 10. října 2013     |
| 3            | 3         | Date Expectations               | Marc Buckland | Michael A. Ross              | 17. října 2013     |
| 4            | 4         | Shut Your Parent Trap           | Marc Buckland | Rick Wiener a Kenny Schwartz | 24. října 2013     |
| 5            | 5         | Nobody Puts Sean in a Corner    | Marc Buckland | Aseem Batra                  | 31. října 2013     |
| 6            | 6         | Sean Comes Clean                | Marc Buckland | Matt Ward                    | 7. listopadu 2013  |
| 7            | 7         | The Good, the Bad and the Sean  | Marc Buckland | Mike Rosolio                 | 14. listopadu 2013 |
| 8            | 8         | Of Moles and Men                | Marc Buckland | Joe Keenan                   | 21. listopadu 2013 |
| 9            | 9         | Best Friends for Never          | Marc Buckland | Seth Raab a Nicholas Darrow  | 12. prosince 2013  |
| 10           | 10        | Sean the Fabulous               | Marc Buckland | Claudia Lonow                | 2. ledna 2014      |
| 11           | 11        | Trapped in the Closet           | Marc Buckland | Michael A. Ross              | 9. ledna 2014      |
| 12           | 12        | The Wrath of Sean               | Marc Buckland | Matt Ward                    | 16. ledna 2014     |
| 13           | 13        | I Know Why the Caged Bird Zings | Marc Buckland | Joe Keenan                   | 23. ledna 2014     |
| 14           | 14        | The Joy of Ex                   | Marc Buckland | Matt Ward                    | 24. března 2014    |
| 15           | 15        | The Dark Sean Rises             | Marc Buckland | Seth Raab a Nicholas Darrow  | 24. března 2014    |